# گردان حضرت علی‌اکبر
گردان حضرت علی‌اکبر یکی از گردان‌های اصلی تیپ ۱۰ سیدالشهدا (یکی از تیپ‌های رزمی ایران در جنگ با عراق) بود که همزمان با تشکیل این تیپ، بنیان گذاشته شد و در زمان جنگ ایران و عراق فعالیت می‌کرد.

## تاریخچه
گردان حضرت علی‌اکبر یکی از گردان‌های تیپ ۱۰ سیدالشهداء بود که همزمان با این تیپ تشکیل شد. تیپ ۱۰ سیدالشهداء در فروردین ۱۳۶۱ با عنوان تیپ ۲۱۰ سیدالشهداء توسط محسن وزوایی با حکم داوود کریمی بنیانگذاری گردید و به پیشنهاد احمد متوسلیان فرمانده وقت تیپ محمد رسول اللّه با این تیپ ادغام شد. این دو تیپ ادغام شده، عملیات بیت‌المقدس را با موفقیت به انجام رساندند.
پس از کشته شدن محسن وزوایی در عملیات بیت‌المقدس و اسارت احمد متوسلیان در لبنان، ضرورت تشکیل یک تیپ مستقل رزمی باعث شد در شهریور ۱۳۶۱ تیپ ۱۰ سیدالشهداء با استعداد ۴ گردان با نام‌های علی‌اکبر، علی‌اصغر، قمر بنی هاشم و قاسم راه‌اندازی شود و فرماندهی آن به علیرضا موحد دانش سپرده شود.
گردان حضرت علی‌اکبر از شهریور ۶۱ تا شهریور ۶۷ در اکثر ماموریت‌های تیپ سیدالشهداء حضور داشت و در ۳۵ مأموریت آفندی و پدافندی شرکت نمود.

## دوره‌های فعالیت
- پیش از عملیات عاشورای ۳ در سال ۶۴
- پس از عملیات عاشورای ۳

### در دوره نخست
1. پدافند منطقه عملیاتی مسلم ابن عقیل
2. عملیات والفجر مقدماتی
3. عملیات والفجر ۱
4. عملیات والفجر ۲
5. عملیات والفجر ۴
6. عملیات خیبر در دو مرحله

در این دوران گردان حضرت علی‌اکبر یکبار نیز در گردان فرات (یگان دریایی) ادغام شد.

### در دوره دوم
1. حضور غیر مستقیم در عملیات عاشورای ۳ با مأمور شدن فرمانده و کادر گردان به واحد عملیات تیپ سیدالشهداء در مرداد ۶۴ (فرماندهی گردان در این مقطع بعهده جعفر محمدی و معاونین ایشان بترتیب حمید تقی‌زاده[۶] و عباس رنجی بودند)
2. اجرای عملیات پدافندی در جزیره مجنون (شمالی) به مدت ۲۵ روز در مهر ۶۴
3. اجرای عملیات آفندی آبی–خاکی در جزیره ام‌الرصاص (والفجر ۸) به فرماندهی ابوذر خدابین و جانشینی حمید تقی‌زاده در بهمن ۱۳۶۴[۲]
4. اجرای عملیات پدافندی در محور کارخانه نمک شهر فاو به مدت ۲۵ روز در فروردین و اردیبهشت ۱۳۶۵ به فرماندهی حمید تقی‌زاده و جانشینی عباس رنجی
5. شرکت در عملیات سیدالشهداء در فکه در تاریخ ۱۳ اردیبهشت ۶۵ به فرماندهی حمید تقی‌زاده
6. شرکت در پدافند منطقه عملیات سیدالشهداء در دو محور فکه و تلمبه خانه
7. شرکت در عملیات محور شرهانی–پیچ‌انگیزه در اردیبهشت ۱۳۶۴ به فرماندهی حمید تقی‌زاده و جانشینی علیرضا آملی
8. شرکت در پدافند خط رودخانه گاوی قبل از عملیات کربلای ۱ در مهران.
9. شرکت در دو مرحله عملیات کربلای ۱[۷] در محورهای رودخانه گاوی و قلاویزان به فرماندهی حمید تقی‌زاده و جانشینی حسین اجاقی در تیر ماه ۶۵
10. اجرای عملیات پدافندی در منطقه عملیاتی کربلای ۲ (حاج عمران) در شهریور ۶۵
11. آمادگی برای حضور در عملیات کربلای ۴
12. شرکت در مراحل اول، دوم و سوم عملیات کربلای ۵ در منطقه شلمچه دی و بهمن ۶۵
13. شرکت در مرحله تکمیلی عملیات کربلای ۵ در اسفند ۶۵
14. اجرای عملیات پدافندی در منطقه شلمچه فروردین ۶۶
15. شرکت در عملیات کربلای ۸ در منطقه شلمچه در اردیبهشت ۶۶
16. اجرای عملیات پدافندی در منطقه کربلای ۸ در اردیبهشت ۶۶
17. اجرای عملیات پدافندی در منطقه سر دشت–ارتفاعات شهید زین‌الدین در تیر ۶۶
18. اجرای عملیات آفندی نصر ع در منطقه ارتفاعات دوقلو ماووت عراق در تیر ۶۶
19. اجرای عملیات پدافندی در جزیره مجنون (شمالی) به مدت ۳۰ روز در مهر ۶۶
20. اجرای عملیات آفندی بیت‌المقدس ۲ در منطقه ماووت عراق ارتفاعات قمیش در دی ۶۶
21. اجرای عملیات آفندی بیت‌المقدس ۶ در منطقه ارتفاعات شیخ محمد در اردیبهشت ۶۷
22. شرکت در دفاع سراسری جاده اهواز–خرمشهر مرداد ۶۷
23. اجرای عملیات آفندی الغدیر در شلمچه مرداد ۶۷
24. شرکت در عملیات پاکسازی محور مهاباد-بوکان در شهریور ۶۷